# Museo de Sitio Casa de Juárez
El Museo de Sitio Casa de Juárez es un recinto histórico en donde habitó Benito Juárez a su llegada a Oaxaca de 1819 a 1828. En 1933 fue abierta al público y el 28 de diciembre de 1974 fue reinuagurada como museo. Dicho inmueble se ubica en el número 609 de la calle García Vigil, muy cerca del Ex Convento y Templo del Carmen Alto.

## Historia
La casa perteneció a Antonio Salanueva, fraile franciscano y de oficio encuadernador de libros, quien recibió a Juárez en su casa a su arribo a la hoy capital oaxaqueña el 17 de diciembre de 1818. Ahí laboró como aprendiz de encuadernador y sirviente, en tanto aprendió a leer y escribir.
El gobierno del estado de Oaxaca la compró en 1906 para resguardar los objetos personales de Benito Juárez, y en 1933 la abrió como museo. En 1974 recibió un nuevo acondicionamiento museográfico y fue reinaugurada.